# Carex edwardsiana
Carex edwardsiana là một loài thực vật có hoa trong họ Cói. Loài này được E.L.Bridges & Orzell mô tả khoa học đầu tiên năm 1989.